# Портрет Василия Григорьевича Костенецкого
«Портрет Василия Григорьевича Костенецкого» — картина Джорджа Доу и его мастерской, из Военной галереи Зимнего дворца.
Картина представляет собой погрудный портрет генерал-майора Василия Григорьевича Костенецкого из состава Военной галереи Зимнего дворца.
К началу Отечественной войны 1812 года генерал-майор Костенецкий командовал артиллерией 6-го пехотного корпуса, отличился при защите Смоленска и в Бородинском бою. Во время Заграничных походов 1813 и 1814 годов также находился во многих важных сражениях в Германии и Франции, при взятии Парижа был контужен.
Изображён в генеральском вицмундире, введённом для артиллерийских генералов в 1820 году. Слева на груди звезда ордена Св. Анны 1-й степени; на шее кресты ордена Св. Георгия 3-го класса и прусских орденов Пур ле мерит и Красного орла 2-й степени; по борту мундира кресты австрийского ордена Леопольда 2-й степени и ордена Св. Владимира 2-й степени (надет с нарушением правил ношения: он должен располагаться выше иностранного ордена Леопольда); справа на груди серебряная медаль «В память Отечественной войны 1812 года» на Андреевской ленте, бронзовая дворянская медаль «В память Отечественной войны 1812 года» на Владимирской ленте, крест ордена Св. Иоанна Иерусалимского и звезда ордена Св. Владимира 2-й степени. С тыльной стороны картины надписи: Kostenetsky и Geo Dawe RA pinxt . Подпись на раме: В. Г. Костенецкiй, Генералъ Маiоръ.
7 августа 1820 года Комитетом Главного штаба по аттестации Костенецкий был включён в список «генералов, заслуживающих быть написанными в галерею» и 17 октября 1822 года император Александр I приказал написать его портрет. Сам Костенецкий в это числился состоящим по артиллерии без должности и постоянно проживал в Чернигове. Известно, что в Санкт-Петербург он приезжал в начале апреля 1824 года, когда и состоялась его встреча с художником. Гонорар Доу был выплачен 29 декабря 1824 года. Готовый портрет поступил в Эрмитаж 7 сентября 1825 года.
В 1840-е годы в мастерской И. П. Песоцкого по рисунку И. А. Клюквина с портрета была сделана литография, опубликованная в книге «Император Александр I и его сподвижники» и впоследствии неоднократно репродуцированная. В части тиража была напечатана другая, неподписная литография с этого портрета, отличающаяся мелкими деталями.